# Oye-et-Pallet
Oye-et-Pallet és un municipi francès situat al departament del Doubs i a la regió de Borgonya - Franc Comtat. L'any 2007 tenia 691 habitants.

## Demografia

### Població
El 2007 la població de fet d'Oye-et-Pallet era de 691 persones. Hi havia 233 famílies de les quals 42 eren unipersonals (17 homes vivint sols i 25 dones vivint soles), 75 parelles sense fills, 112 parelles amb fills i 4 famílies monoparentals amb fills.
La població ha evolucionat segons el següent gràfic:
Habitants censats

### Habitatges
El 2007 hi havia 311 habitatges, 237 eren l'habitatge principal de la família, 63 eren segones residències i 11 estaven desocupats. 223 eren cases i 87 eren apartaments. Dels 237 habitatges principals, 170 estaven ocupats pels seus propietaris, 56 estaven llogats i ocupats pels llogaters i 10 estaven cedits a títol gratuït; 1 tenia una cambra, 20 en tenien dues, 23 en tenien tres, 40 en tenien quatre i 153 en tenien cinc o més. 206 habitatges disposaven pel capbaix d'una plaça de pàrquing. A 88 habitatges hi havia un automòbil i a 138 n'hi havia dos o més.

### Piràmide de població
La piràmide de població per edats i sexe el 2009 era:
| Homes | Edats   | Dones |
| ----- | ------- | ----- |
| 0     | 95 o +  | 0     |
| 0     | 90 a 94 | 4     |
| 0     | 85 a 89 | 0     |
| 0     | 80 a 84 | 4     |
| 0     | 75 a 79 | 8     |
| 4     | 70 a 74 | 0     |
| 24    | 65 a 69 | 16    |
| 4     | 60 a 64 | 4     |
| 20    | 55 a 59 | 16    |
| 16    | 50 a 54 | 24    |
| 28    | 45 a 49 | 16    |
| 20    | 40 a 44 | 28    |
| 28    | 35 a 39 | 16    |
| 24    | 30 a 34 | 28    |
| 28    | 25 a 29 | 24    |
| 20    | 20 a 24 | 8     |
| 12    | 15 a 19 | 28    |
| 20    | 10 a 14 | 24    |
| 32    | 5 a 9   | 28    |
| 28    | 0 a 4   | 4     |

## Economia
El 2007 la població en edat de treballar era de 461 persones, 331 eren actives i 130 eren inactives. De les 331 persones actives 315 estaven ocupades (171 homes i 144 dones) i 15 estaven aturades (3 homes i 12 dones). De les 130 persones inactives 31 estaven jubilades, 50 estaven estudiant i 49 estaven classificades com a «altres inactius».

### Ingressos
El 2009 a Oye-et-Pallet hi havia 257 unitats fiscals que integraven 692,5 persones, la mediana anual d'ingressos fiscals per persona era de 22.871 €.

### Activitats econòmiques
Dels 38 establiments que hi havia el 2007, 1 era d'una empresa alimentària, 3 d'empreses de fabricació d'altres productes industrials, 12 d'empreses de construcció, 4 d'empreses de comerç i reparació d'automòbils, 1 d'una empresa de transport, 4 d'empreses d'hostatgeria i restauració, 2 d'empreses de serveis, 9 d'entitats de l'administració pública i 2 d'empreses classificades com a «altres activitats de serveis».
Dels 15 establiments de servei als particulars que hi havia el 2009, 1 era una oficina de correu, 2 tallers de reparació d'automòbils i de material agrícola, 3 paletes, 1 guixaire pintor, 3 fusteries, 2 lampisteries, 1 electricista, 1 perruqueria i 1 restaurant.
Dels 2 establiments comercials que hi havia el 2009, 1 era una botiga de més de 120 m² i 1 una botiga de menys de 120 m².
L'any 2000 a Oye-et-Pallet hi havia 8 explotacions agrícoles.

## Equipaments sanitaris i escolars
El 2009 hi havia una escola elemental.

## Poblacions més properes
El següent diagrama mostra les poblacions més properes.